# Hans Kratzenberg
Hans Ludwig Kratzenberg (* 3. Januar 1867 in Brandenburg an der Havel; † nach 1932) war ein deutscher Landwirt und Politiker (DVP, DB).

## Leben
Kratzenberg besuchte die Schule bis 1884, absolvierte im Anschluss eine landwirtschaftliche Lehre und wurde später Landwirt und Pächter der Domäne Ruthen bei Lübz. Er war Mitglied der Kreisbehörde für Volksernährung in Grabow, Mitglied des Finanzamtes in Ludwigslust und Kreisverbandsvorsitzender des Landesverbandes mecklenburgischer Landwirte für den Bezirk Ludwigslust. Daneben engagierte er sich politisch und war Mitglied der Amtsversammlung für den Amtsbezirk Grabow.
Im Jahr 1904 war Kratzenberg standesamtlicher Zeuge einer Heirat in Holzhausen (Kyritz). Darin wurde er als Rittergutsbesitzer beschrieben, welcher in Hühnerland, Mecklenburg wohnhaft war.
Von 1921 bis 1924 sowie erneut von 1926 bis 1932 war Kratzenberg Mitglied des Landtages des Freistaates Mecklenburg-Schwerin (1921–1924 und 1926–1929 für die Deutsche Volkspartei, 1929–1932 für den Mecklenburgischen Dorfbund).